# Malacoda

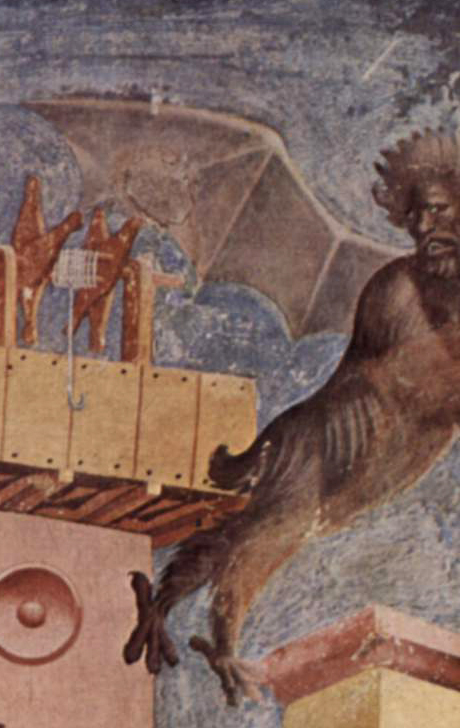
Un diavolo di Giotto, Cappella degli Scrovegni, Padova (1296-1298)

Malacoda è un diavolo inventato da Dante Alighieri, che lo inserisce tra I Malebranche, la diabolica truppa di demoni protagonista di un curioso episodio dell'Inferno (Canti XXI, XXII e XXIII). Essi creano con le loro grottesche figure una parentesi dallo stile tipicamente comico che è molto rara nell'opera dantesca e rappresenta una preziosissima testimonianza di come il grande poeta sapesse adattare con duttilità la sua poesia ai più svariati generi.
Malacoda è il capo di questi diavoli (essi stessi lo indicano come tale in coro), ed ha un linguaggio piuttosto forbito rispetto agli altri più sguaiati e giullareschi. Il suo aspetto fisico non è descritto da alcun aggettivo. Solo dal nome possiamo desumere almeno che in tutta probabilità egli avesse una coda.
Da un punto di vista più allegorico Malacoda rappresenta come la Ragione (Virgilio) possa venire tratta in inganno dalla frode più bassa e inutile, perché inconcepibile nella logica più razionale: è infatti proprio Virgilio che rassicura Dante sul fatto che dei diavoli si deve fidare, venendo a suo modo beffato.

## La trama dell'episodio
Quando Virgilio viene assalito dai diavoli nascosti sotto il ponte della bolgia dei barattieri (scena in verità molto farsesca, perché egli sa già dove essi sono nascosti), egli li blocca chiedendo di parlare con il loro capo, che essi indicano in Malacoda.

Innanzi che l'uncin vostro mi pigli, 

traggasi avante l'un di voi che m'oda, 

e poi d'arruncigliarmi si consigli". 

Tutti gridaron: "Vada Malacoda!"»
(Inf. XXI, 72-75)
Malacoda, il cui nome è creato unendo la parole male con un suo attributo, cioè la coda (similmente alle parole Malebolge o Malebranche), si dimostra molto attento alla spiegazione di Virgilio di come la sua missione sia voluta dalla volontà divina. Addirittura gli cade l'uncino di mano dallo stupore, un gesto teatrale che ben si addice al tono del canto.
Inoltre egli, con un fare da buon padrone di casa (particolarmente ridicolo in un mostro del genere) si mette a dare informazioni ai due pellegrini su come raggiungere il prossimo ponte per passare alla prossima bolgia, che quello in quel luogo è crollato un giorno, cinque ore e mille duecento sessanta sei anni fa (cioè alla morte di Cristo, con un'esattissima espressione temporale che fa collocare l'orario alle sette del sabato santo dell'anno 1300): non si può negare che tanta precisione suoni piuttosto bislacca, come se il diavolo non stesse aspettando altro che pronunciarla.
Dopo aver bloccato Scarmiglione (che voleva tirare il suo uncino sul groppone di Dante) con un gridaccio, affida ai due poeti una scorta non richiesta di dieci diavoli, chiamandoli per nome uno per uno.
Malacoda parla dando ordini con una solennità che lo fa assomigliare alla parodia di un comandante militare e usa un linguaggio piuttosto colto, distinguendosi dagli altri diavoli ordinari ben più plebei: per esempio dice "Che li approda?" (a che pro?), dando del lei a Virgilio, oppure usa un arcaismo come pane, da panie, per indicare la "pegola", la pece.
Le vere intenzioni del diavolo però si scopriranno solo alla fine del canto XXIII: per ora il timore di Dante, che vorrebbe andare da solo, è solo sospetto, per via delle occhiate di intesa che i diavoli si scambiano tra loro, digrignando i denti minacciosi; infatti in realtà il ponte non esiste (e i diavoli lo sanno bene), quindi il loro intento è quello di imbrogliare i due viandanti a tempo debito.
Quando la truppa parte Malacoda scompare di scena.

## Nella cultura di massa
- Nel videogioco per PS3 e XBOX 360 Dante's Inferno è il guardiano delle Malebolge.
- Appare in Castlevania: Dawn of Sorrow
- Nell'edizione italiana del libro “Le lettere di Berlicche“ di C.S. Lewis Malacoda è il nome dato al personaggio del giovane e incompetente diavolo tentatore Wormwood che viene istruito dallo zio Berlicche su come assicurare la dannazione ad un essere umano.
- Nell'anime giapponese Hataraku Maou-sama! (The Devil is a Part-timer!) appare come nome di uno dei quattro aiutanti del diavolo.
- Nel gioco di carte collezionabili Yu-Gi-Oh Malacoda è presente come carta mostro dell'archetipo "Abisso Bruciante".
- Nel disco "Infernvm" di Claver Gold e Murubutu la settima traccia del disco viene intitolata "Malebranche".
- Nella canzone Claver Gold cita anche Malacoda dicendo:"noi siamo scesi sinceri scortati da Malacoda".
- Malacoda è anche il nome del puledro vincitore del primo Derby italiano di trotto, disputato all'ippodromo romano di Villa Glori nel 1926.
- Malacoda è anche il nome di una rivista di critica letteraria, arte, poesia e cultura, fondata da Mario Quattrucci, poeta e dirigente politico del PCI. Dopo la sua morte, la rivista è stata rifondata ed è ora animata, tra gli altri, dall'ex segretario della FGCI Pietro Folena, dal professore Francesco Muzzioli, dall'ex segretario dei GC Simone Oggionni.